# Archelaos II của Macedonia
Archelaos II của Macedonia (Tiếng Hy Lạp: Ἀρχέλαος Βʹ) kế vị người chú Aeropos II và cai trị trong vòng một năm. Mặc dù theo tác phẩm Chronicon, ông đã cai trị trong vòng bốn năm. Ông qua đời trong lúc đi săn, nguyên nhân là do tai nạn hoặc là do bị ám sát. Ông là anh trai của Orestes của Macedonia. Kế vị ông là Pausanias.